# Excentrique maya

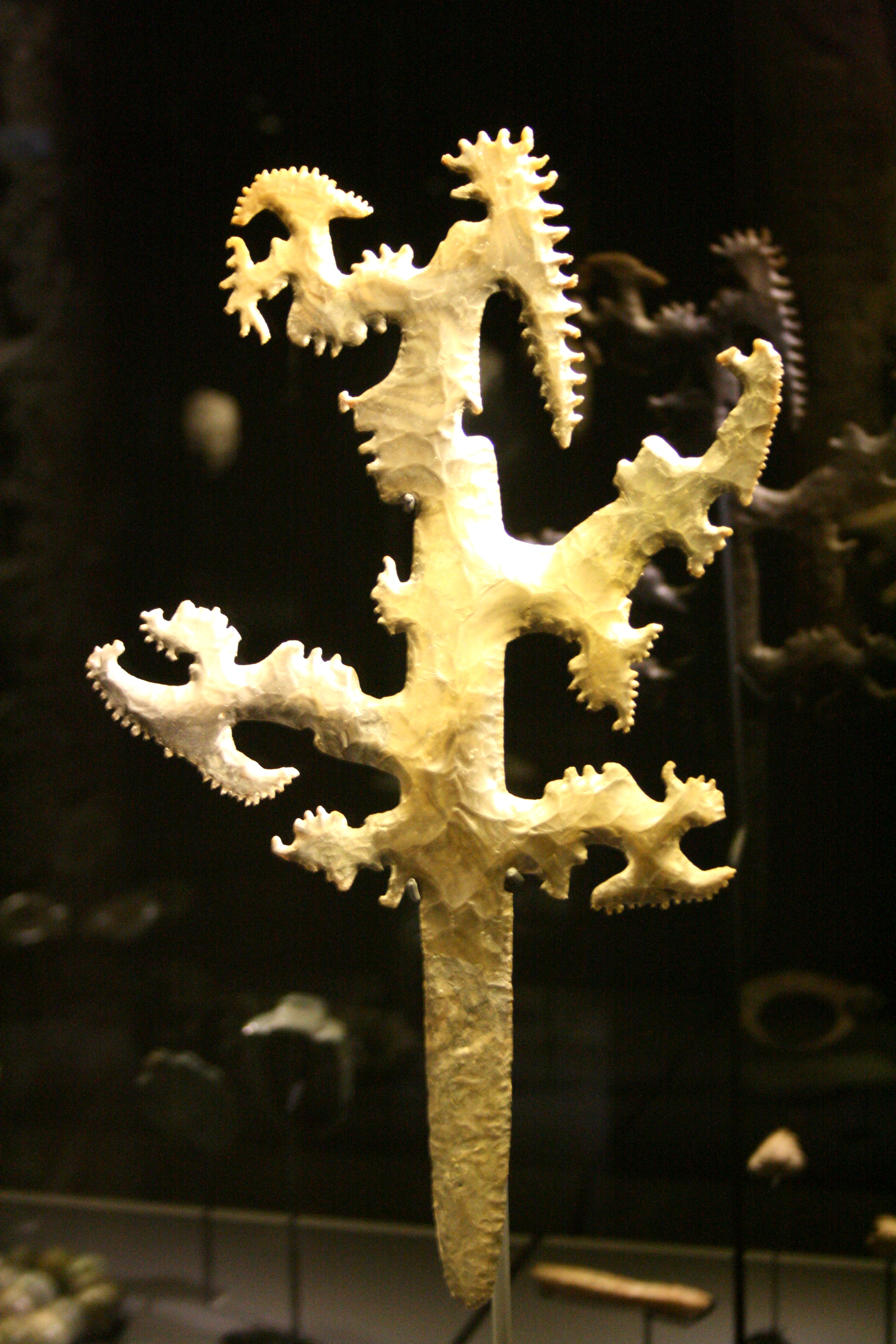
Excentrique en silex formé de silhouettes de K'awiil

Les excentriques sont une des formes les plus originales de l'art maya. Ce sont des objets en roche dure, silex ou obsidienne. Contrairement à de nombreux autres objets taillés dans les mêmes roches, ils semblent dépourvus d'usage pratique. Leur fonction était probablement rituelle. Les formes en sont multiples : anthropomorphes, zoomorphes ou géométriques. Les formes humaines ou animales sont représentées en silhouette. Les excentriques formés de plusieurs silhouettes du dieu K'awiil sont parmi les plus spectaculaires.
La taille de certains excentriques, qui se terminent par un prolongement étroit, laisse supposer qu'ils pouvaient être fixés sur un support, une hampe de bois par exemple et auraient servi de sceptres.
La complexité de leur fabrication est telle que les tailleurs modernes se sont révélés incapables de les reproduire avec la même finesse que les artisans mayas.
Les archéologues les ont retrouvés dans des caches, le plus souvent au pied de stèles ou d'escaliers ou dans des tombes, où ils  étaient déposés en offrande à l'époque classique.